# Xã Balkan, Quận St. Louis, Minnesota
Xã Balkan (tiếng Anh: Balkan Township) là một xã thuộc quận St. Louis, tiểu bang Minnesota, Hoa Kỳ. Năm 2010, dân số của xã này là 832 người.